# Passie (emotie)
Passie is een intens verlangen of enthousiasme voor iets of iemand. Het kan ook slaan op de bewondering, vriendschap, opwinding, diepe affectie of liefde voor iemand. Het wordt vaak gebruikt in het kader van romantisch of seksueel verlangen, maar het gaat dieper dan lust.
De achttiende-eeuwse filosoof Denis Diderot beschreef de beginselen van de emotie passie:
1. Plezier en pijn van de zintuigen;
2. Plezier in de geest of fantasie;
3. Onze perfectie en imperfectie en die van een ander;
4. Plezier en pijn in het geluk of ongeluk van een ander.

Men kan ook passie voelen voor bepaalde hobby's, zaken of interesses.